# Wahlkreis Moray (Schottisches Parlament)
| Moray                         |
| ----------------------------- |
| Moray · Highlands and Islands |
| Gebildet                      |
| 1999                          |
| Abgeordneter                  |
| Richard Lochhead (SNP)        |
| Regionen                      |
| Moray                         |

Moray ist ein Wahlkreis für das Schottische Parlament. Er wurde 1999 als einer von acht Wahlkreisen der Wahlregion Highlands and Islands eingeführt, die im Zuge der Revision der Wahlkreise im Jahre 2011 neu zugeschnitten wurde. Hierbei wurden auch die Grenzen des Wahlkreises Moray neu gezogen. Er umfasst den Großteil der Council Area Moray, nicht jedoch einen kleinen Teil im Nordosten mit der Stadt Buckie, der zu dem Wahlkreis Banffshire and Buchan Coast der benachbarten Wahlregion North East Scotland gehört. Es wird ein Abgeordneter entsandt.
Der Wahlkreis erstreckt sich über eine Fläche von 2029,8 km2. Im Jahre 2020 lebten 80.524 Personen innerhalb seiner Grenzen.

## Wahlergebnisse

### Parlamentswahl 1999
| Ergebnisse der Parlamentswahl 1999 | Ergebnisse der Parlamentswahl 1999 | Ergebnisse der Parlamentswahl 1999 | Ergebnisse der Parlamentswahl 1999 |
| Partei                             | Kandidat                           | Stimmen                            | %                                  |
| ---------------------------------- | ---------------------------------- | ---------------------------------- | ---------------------------------- |
| SNP                                | Margaret Ewing                     | 13.027                             | 38,8                               |
| Labour                             | Ali Farquharson                    | 8898                               | 26,5                               |
| Conservative                       | Andrew Findlay                     | 8595                               | 25,6                               |
| Liberal Democrats                  | Patsy Kenton                       | 3056                               | 9,1                                |

### Parlamentswahl 2003
| Ergebnisse der Parlamentswahl 2003 | Ergebnisse der Parlamentswahl 2003 | Ergebnisse der Parlamentswahl 2003 | Ergebnisse der Parlamentswahl 2003 | Ergebnisse der Parlamentswahl 2003 |
| Partei                             | Kandidat                           | Stimmen                            | %                                  | ±                                  |
| ---------------------------------- | ---------------------------------- | ---------------------------------- | ---------------------------------- | ---------------------------------- |
| SNP                                | Margaret Ewing                     | 11.384                             | 42,2                               | +3,4                               |
| Conservative                       | Tim Wood                           | 6072                               | 22,5                               | −3,1                               |
| Labour                             | Peter Peacock                      | 5157                               | 19,1                               | −7,4                               |
| Liberal Democrats                  | Linda Gorn                         | 3283                               | 12,2                               | +3,1                               |
| Scottish Socialist                 | Norma Anderson                     | 1085                               | 4,0                                | +4,0                               |
| Wahlbeteiligung: 26.981 (46,33 %)  |                                    |                                    |                                    |                                    |

### Neuwahl 2006
Auf Grund des Todes der SNP-Abgeordneten Margaret Ewing wurden am 27. April 2006 im Wahlkreis Moray Neuwahlen durchgeführt.
| Ergebnisse der Neuwahl 2006       | Ergebnisse der Neuwahl 2006 | Ergebnisse der Neuwahl 2006 | Ergebnisse der Neuwahl 2006 | Ergebnisse der Neuwahl 2006 |
| Partei                            | Kandidat                    | Stimmen                     | %                           | ±                           |
| --------------------------------- | --------------------------- | --------------------------- | --------------------------- | --------------------------- |
| SNP                               | Richard Lochhead            | 12.653                      | 46,2                        | +4,0                        |
| Conservative                      | Mary Scanlon                | 6268                        | 22,9                        | +0,4                        |
| Liberal Democrats                 | Linda Gorn                  | 5310                        | 19,4                        | +7,2                        |
| Labour                            | Sandy Keith                 | 2696                        | 9,8                         | −9,3                        |
| NHS First                         | Melville Brown              | 493                         | 1,8                         | +1,8                        |
| Wahlbeteiligung: 27.420 (45,70 %) |                             |                             |                             |                             |

### Parlamentswahl 2007
| Ergebnisse der Parlamentswahl 2007 | Ergebnisse der Parlamentswahl 2007 | Ergebnisse der Parlamentswahl 2007 | Ergebnisse der Parlamentswahl 2007 | Ergebnisse der Parlamentswahl 2007 |
| ---------------------------------- | ---------------------------------- | ---------------------------------- | ---------------------------------- | ---------------------------------- |
| Partei                             | Kandidat                           | Stimmen                            | %                                  | ±                                  |
| SNP                                | Richard Lochhead                   | 15.045                             | 49,7                               | +3,5                               |
| Conservative                       | Mary Scanlon                       | 7121                               | 23,5                               | +0,6                               |
| Labour                             | Lee Butcher                        | 4580                               | 15,1                               | +5,3                               |
| Liberal Democrats                  | Dominique Rommel                   | 3528                               | 11,6                               | +1,8                               |
| Wahlbeteiligung: 30.274 (49,66 %)  |                                    |                                    |                                    |                                    |

### Parlamentswahl 2011
| Ergebnisse der Parlamentswahl 2011 | Ergebnisse der Parlamentswahl 2011 | Ergebnisse der Parlamentswahl 2011 | Ergebnisse der Parlamentswahl 2011 | Ergebnisse der Parlamentswahl 2011 |
| Partei                             | Kandidat                           | Stimmen                            | %                                  | ±                                  |
| ---------------------------------- | ---------------------------------- | ---------------------------------- | ---------------------------------- | ---------------------------------- |
| SNP                                | Richard Lochhead                   | 16,817                             | 58,8                               | +9,1                               |
| Conservative                       | Douglas Ross                       | 5873                               | 20,5                               | −3,0                               |
| Labour                             | Kieron Green                       | 3580                               | 12,5                               | −2,6                               |
| Liberal Democrats                  | Jamie Paterson                     | 1327                               | 4,6                                | −7,0                               |
| UKIP                               | Donald Gatt                        | 999                                | 3,5                                | +3,5                               |
| Wahlbeteiligung: 28.596 (50,87 %)  |                                    |                                    |                                    |                                    |

### Parlamentswahl 2016
| Ergebnisse der Parlamentswahl 2016 | Ergebnisse der Parlamentswahl 2016 | Ergebnisse der Parlamentswahl 2016 | Ergebnisse der Parlamentswahl 2016 | Ergebnisse der Parlamentswahl 2016 |
| Partei                             | Kandidat                           | Stimmen                            | %                                  | ±                                  |
| ---------------------------------- | ---------------------------------- | ---------------------------------- | ---------------------------------- | ---------------------------------- |
| SNP                                | Richard Lochhead                   | 15.742                             | 47,1                               | −11,7                              |
| Conservative                       | Douglas Ross                       | 12.867                             | 38,5                               | +18,0                              |
| Labour                             | Sean Morton                        | 3.547                              | 10,6                               | −1,9                               |
| Liberal Democrats                  | Jamie Paterson                     | 1.265                              | 3,8                                | −0,8                               |
| Wahlbeteiligung: (53,9 %)          |                                    |                                    |                                    |                                    |

### Parlamentswahl 2021
| Ergebnisse der Parlamentswahl 2021 | Ergebnisse der Parlamentswahl 2021 | Ergebnisse der Parlamentswahl 2021 | Ergebnisse der Parlamentswahl 2021 | Ergebnisse der Parlamentswahl 2021 |
| Partei                             | Kandidat                           | Stimmen                            | %                                  | ±                                  |
| ---------------------------------- | ---------------------------------- | ---------------------------------- | ---------------------------------- | ---------------------------------- |
| SNP                                | Richard Lochhead                   | 19.987                             | 48,6                               | +1,5                               |
| Conservative                       | Tim Eagle                          | 16.823                             | 40,9                               | +2,4                               |
| Labour                             | Jo Kirby                           | 2.972                              | 7,2                                | −3,4                               |
| Liberal Democrats                  | Sheila Ritchie                     | 1.165                              | 2,8                                | −1,0                               |
| UKIP                               | Robert Stephenson                  | 188                                | 0,5                                | +0,5                               |
| Wahlbeteiligung: 65 %              |                                    |                                    |                                    |                                    |